# Ponžé

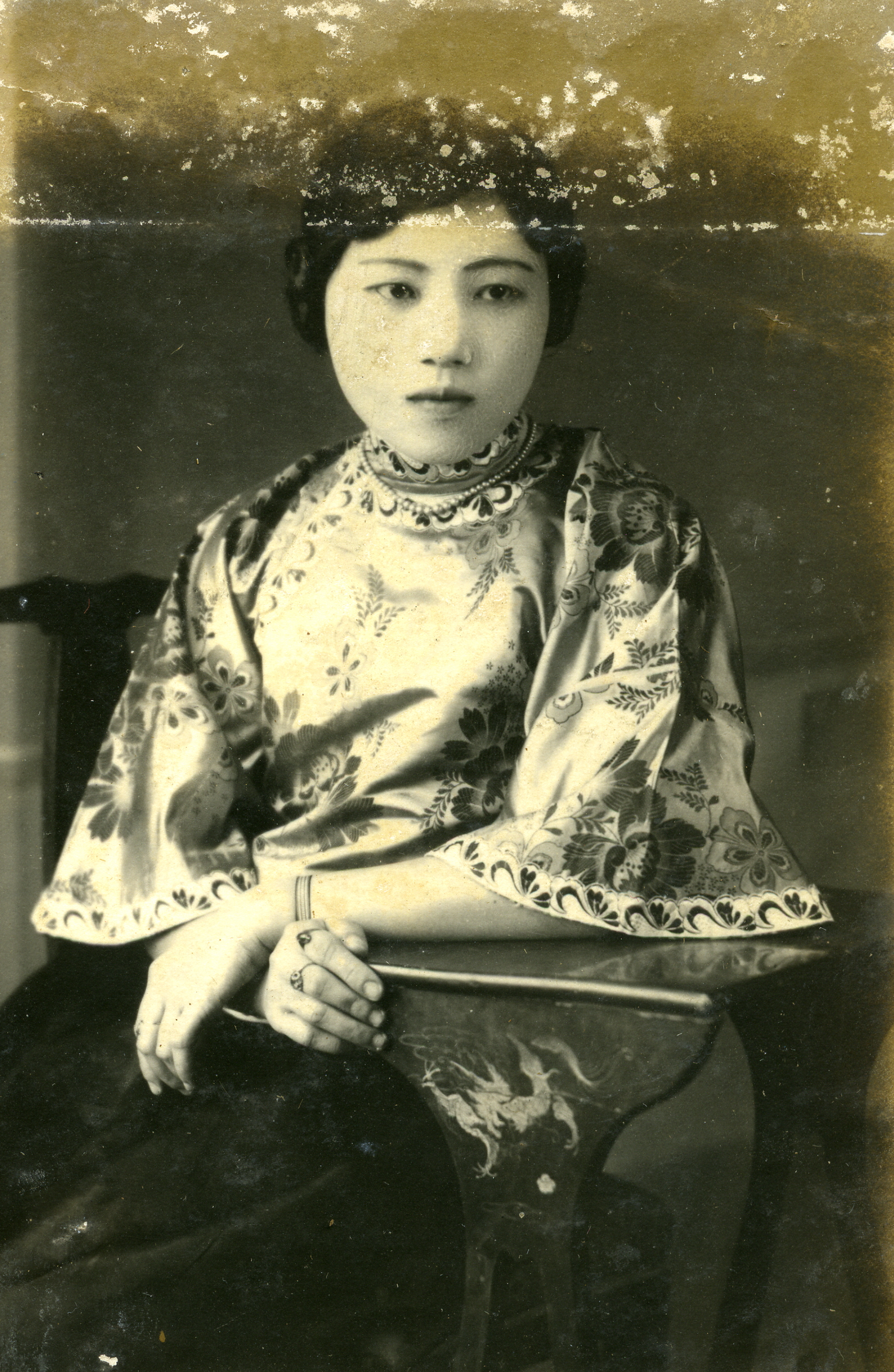
Žena v čínském oděvu ponžé, foto: Chang Tsai

Ponžé (anglicky pongee, německy Pongé) je obchodní označení pro velmi tenké hedvábné tkaniny v plátnové vazbě. Tkanina je z extrémně jemné příze (2,3 tex x 2) s hustější osnovou z gréže než útkem (z gréže nebo z tramy). Ačkoliv hustota dosahuje až 70 nití na centimetr, je zboží lehce transparentní, s výrazně lesklým povrchem a má měkký, hedvábný omak. Název pochází z čínského pon-či (= tkaný doma).

## Zvláštní druhy ponžé
- Na několika malých japonských ostrovech se zabývá (v roce 2011) více než deset tisíc lidí tradiční rukodělnou výrobou řady druhů ponžé (např. ojiya,[1] oitama,[2] oshima[3] aj.) Tkaniny se zhotovují z velké části z ručně smotaného a barveného hedvábí na speciálních ručních stavech. Toto řemeslo je na ostrovech známé údajně už od 7. století, výrobci jsou většinou organizováni ve družstvech finančně podporovaných japonským státem.
- Ponžé se běžně imituje výrobky ze syntetických filamentů[4] i z bavlněných přízí.[5] Jako ponže se označuje také např. sypkovina z mikrovlákenné příze ve spacích pytlech jednoho exkluzivního výrobce.[6]